# Bahnhof Wimbledon

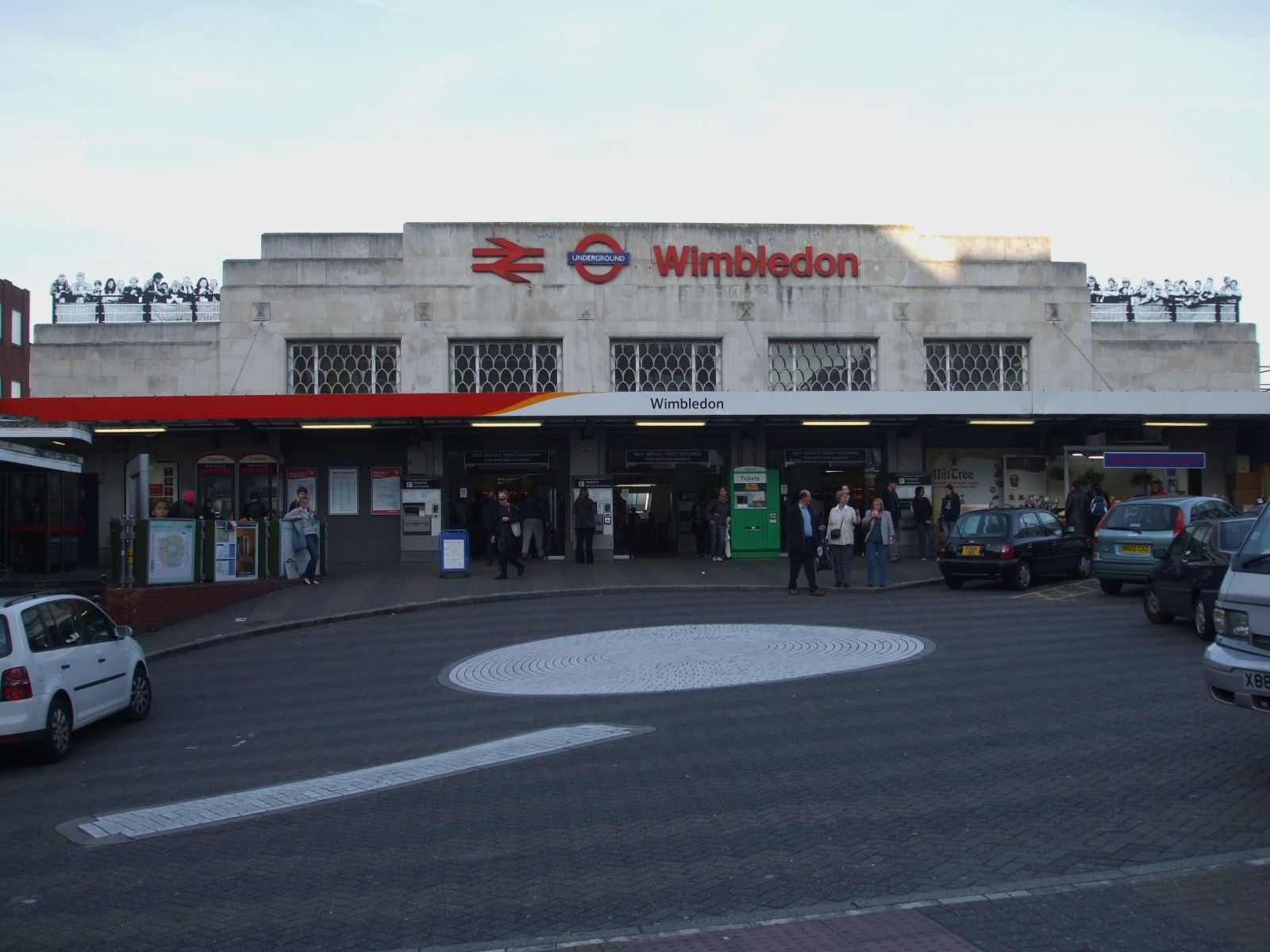
Bahnhofsgebäude

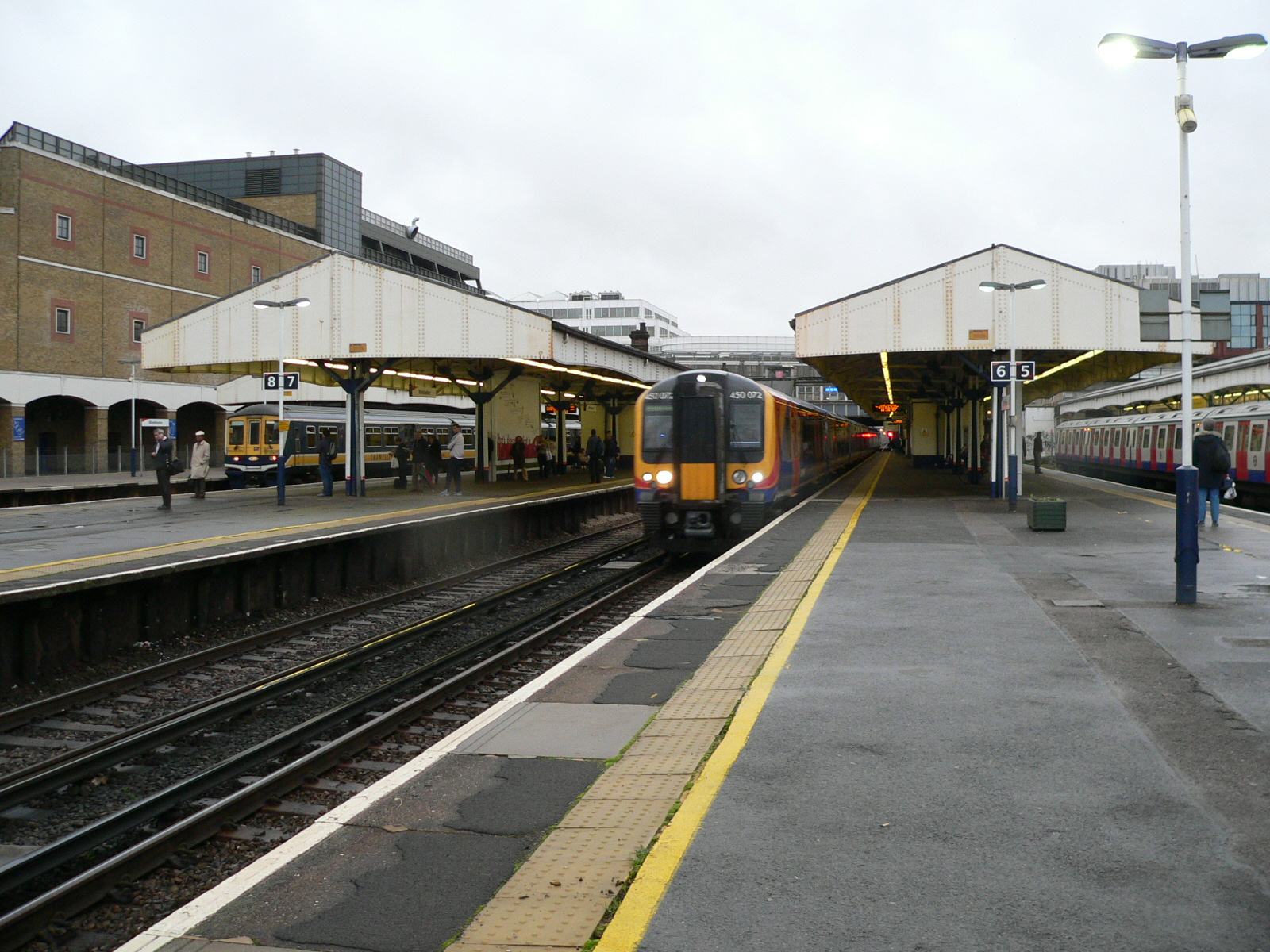
Bahnsteige

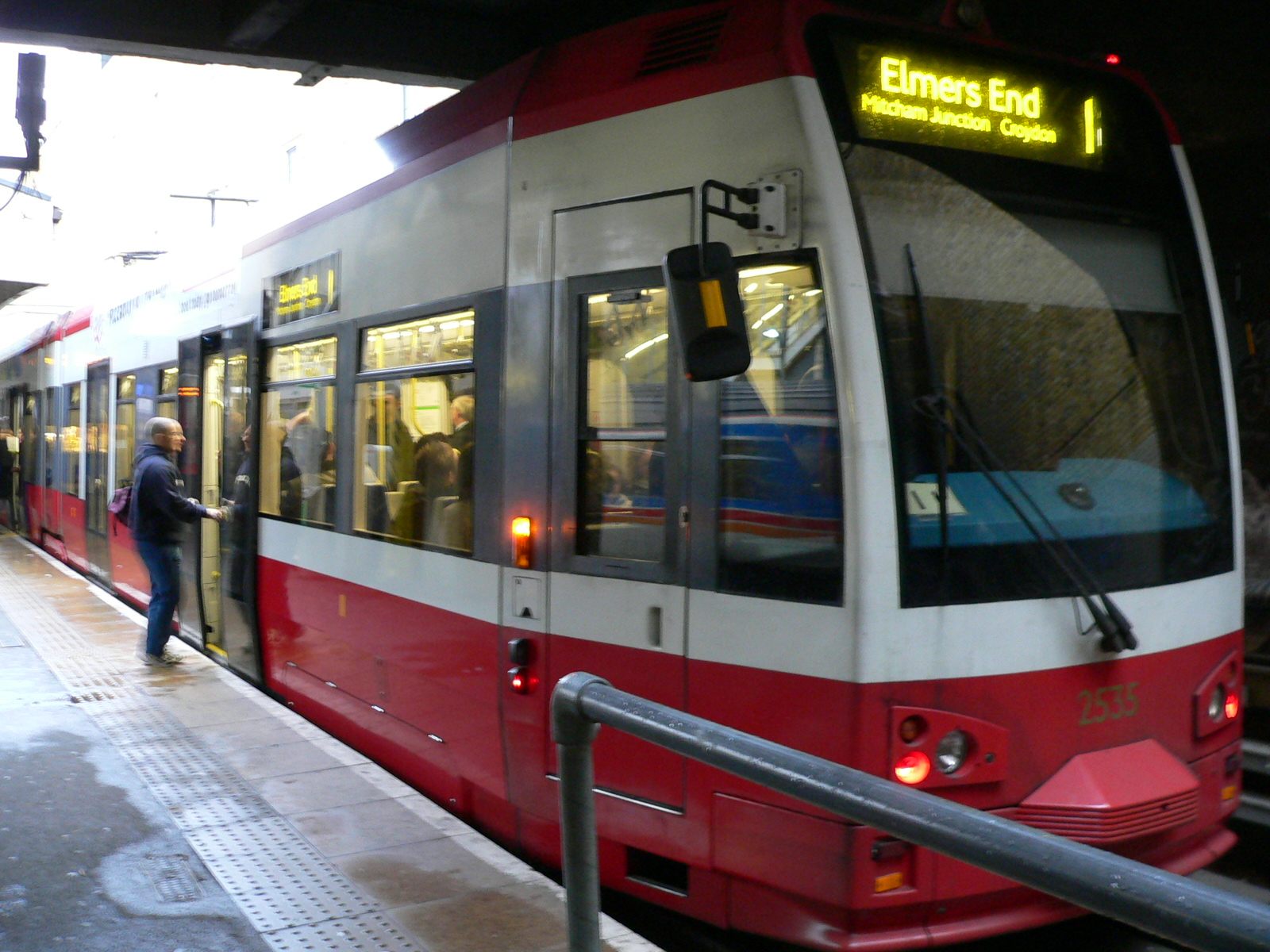
Straßenbahn nach Croydon

Wimbledon ist ein bedeutender Bahnhof südwestlich des Stadtzentrums von London, im Stadtbezirk London Borough of Merton. Er liegt in der Travelcard-Tarifzone 3 und dient auch als Endstation je einer Linie der London Underground und der Tramlink-Straßenbahn. Im Jahr 2014 nutzten 15,30 Millionen U-Bahn-Fahrgäste den Bahnhof, hinzu kamen 19,527 Millionen Fahrgäste der Eisenbahn. Von April 2018 bis März 2019 wurden 18,497 Millionen Bahnfahrgäste ermittelt, von April 2019 bis März 2020 17,282 Millionen. Während der jährlichen Championships in Wimbledon gibt es eine eigene Busverbindung zwischen dem Bahnhof Wimbledon und den Rasen-Tennisanlagen an der Church Road.
Die zehngleisige Anlage liegt an der South Western Main Line, der Haupteisenbahnstrecke von Waterloo in den Südwesten Englands, und ist Knotenpunkt weiterer Strecken. Fünf Gleise dienen den ohne Halt durchfahrenden Schnellzügen sowie dem Vorortverkehr der Gesellschaften South West Trains und First Capital Connect. An der Nordwestseite befindet sich die viergleisige Endstation einer Zweigstrecke der District Line in Richtung Earl’s Court. Die Straßenbahn nach Croydon endet an einem Stumpfgleis auf der Südostseite, unmittelbar daneben steht das Einkaufszentrum Centre Court.

## Geschichte
Die Eröffnung des Bahnhofs erfolgte am 21. Mai 1838, als die London and South Western Railway (L&SWR) den Betrieb auf dem ersten Abschnitt ihrer Stammstrecke aufnahm. Die London, Brighton and South Coast Railway eröffnete am 22. Oktober 1855 die Linie nach Croydon. Ein Teil dieser Strecke war von 1803 bis 1846 von der Surrey Iron Railway genutzt worden, der weltweit ersten von Pferden gezogenen Eisenbahn, die dem öffentlichen Verkehr diente. Am 1. Oktober 1868 folgte die Zweigstrecke der Tooting, Merton & Wimbledon Railway (TM&WR) nach Tooting.
Die L&SWR eröffnete am 3. Juni 1889 die Strecke nach Putney Bridge und verpachtete sie vom ersten Tag an an die Metropolitan District Railway, die Vorgängergesellschaft der District Line. Weil dieser Abschnitt noch heute rechtlich gesehen eine Eisenbahn ist, werden die Signale nicht von London Underground betreut, sondern von der Bahninfrastrukturgesellschaft Network Rail. Ab dem 27. August 1905 verkehrten die District-Line-Züge elektrisch.
Ende der 1920er Jahre errichtete die Southern Railway (SR), die Nachfolgerin der L&SWR, einen Bahnhofsneubau mit einem Empfangsgebäude aus Portland-Stein, im Zusammenhang mit dem Bau der Strecke nach Sutton. Die neue Strecke, die jüngste Vorortseisenbahnlinie Londons, wurde am 5. Januar 1930 eröffnet. Am 2. Juni 1997 schloss Railtrack die Strecke in Richtung Croydon, um diese für den Straßenbahnverkehr umzubauen. Die Eröffnung von Tramlink erfolgte schließlich am 30. Mai 2000.